# Tasia Sherel
Tasia Sherel (Chicago, 23 luglio 1978) è un'attrice statunitense.
Nota soprattutto per il ruolo di Francis in Dexter e Pam in Tutti odiano Chris.

## Biografia
Tasia cresce nel sud di Chicago, Illinois. Non intenzionata ad intraprendere la carriera cinematografica, studia cosmetica all'università locale.

## Carriere
Trova lavoro come assistente di un parrucchiere. Vince il premio "Miss Mahogany Chicago". Dopo aver vinto la "Maybelline Modeling Competition" viene avvicinata dall'agente Dee Simmons e inizia la sua carriera a New York.

## Filmografia

### Cinema
- Retiring Tatiana, regia di Thom Steinhoff (2000)
- Love Relations, regia di Michael Hoffman e Delvin Molden (2002)
- Billie's, regia di Tracy Danielle (2004)
- Let's Talk , regia di Michelle Coons - cortometraggio (2006)
- Days of Wrath, regia di Celia Fox (2008)
- Betrayal, regia di Reggie Coleman - cortometraggio (2009)
- The Good Neighbor Policy, regia di Edgar P. Davis (2009)

### Televisione
- Meet the Marks - serie TV, episodio 1x01 (2002)
- CSI - Miami - serie TV, episodio 1x20 (2003)
- Squadra Med - Il coraggio delle donne (Strong Medicine) - serie TV, episodio 4x04 (2003)
- Tutti odiano Chris (Everybody Hates Chris) - serie TV, 11 episodi (2005-2009) - Pam
- A proposito di Brian (What About Brian) - serie TV, episodio 2x11 (2007)
- Un battito d'amore (A Stranger's Heart), regia di Andy Wolk - film TV (2007)
- Dexter - serie TV, 7 episodi (2007-2010) - Francis
- Ice Dreams, regia di David Burton Morris - film TV (2009)